# Ли Ён Хван
Ли Ён Хван (кор. 이준환; род. 19 июня 2002, Куми, Кёнсан-Пукто) — южнокорейский дзюдоист, выступающий в весовой категории до 81 кг. Бронзовый призёр летних Олимпийских игр 2024 года, серебряный призёр чемпионата мира 2025 года, трёхкратный бронзовый призёр чемпионатов мира 2023, 2024 и 2025 годов, серебряный призёр летних Азиатских игр 2023 года, двукратный чемпион Азии 2024 и 2025 годов.

## Биография
Ли Ён Хван родился 19 июня 2002 года.

## Карьера
На чемпионате мира 2023 года в Дохе, Ли завоевал бронзовую медаль. В поединке за третье место победил соперника из Канады Франсуа Готье-Драпе. 
На летних Азиатских играх 2023 года в Китае, Ли в весовой категории до 81 кг дошёл до решающей схватки и приограл таджику Сомону Махмадбекову.
На чемпионате Азии 2024 года, в Гонконге, корейский спортсмен завоевал золотую медаль. В финале он победил спортсмена из ОАЭ Нугзара Таталашвили.
Весной 2024 года на предолимпийском чемпионате мира, который состоялся в Объединённых Арабских Эмиратах, Ли завоевал бронзовую медаль. В поединке за третье место он победил соперника из Узбекистана Шарофиддина Балтабаева.
На летних Олимпийских играх 2024 года в Париже Ли завоевал бронзовую медаль, одолев в схватке за третье место бельгийского спортсмена Маттиаса Кассе.
В июне 2025 года на чемпионате мира в Будапеште в весовой категории до 81 кг завоевал бронзовую медаль. В схватке за третье место одолел соперника из Узбекистана Арслонбека Тожиева. В командном соревновании завоевал серебряную медаль. 